# Somayampalayam
Somayampalayam es una ciudad censal situada en el distrito de Coimbatore en el estado de Tamil Nadu (India). Su población es de 14787 habitantes (2011). Se encuentra a 7 km de Coimbatore.

## Demografía
Según el censo de 2011 la población de Somayampalayam era de 14787 habitantes, de los cuales 7416 eran hombres y 7371 eran mujeres. Somayampalayam tiene una tasa media de alfabetización del 84,28%, superior a la media estatal del 80,09%: la alfabetización masculina es del 89,27%, y la alfabetización femenina del 79,29%.